# Federazione cestistica di Tuvalu
La Federazione cestistica di Tuvalu è l'ente che controlla e organizza la pallacanestro a Tuvalu.
La federazione controlla inoltre la nazionale di pallacanestro di Tuvalu e ha sede a Vaiaku.
È affiliata alla FIBA dal 1987 e organizza il campionato di pallacanestro di Tuvalu.